# جون دنيس
جون دنيس (بالإنجليزية: John Dennis)‏ هو محامي وسياسي أمريكي، ولد في 1807 في ماريلند في الولايات المتحدة، وتوفي في 1 نوفمبر 1859. حزبياً، نشط في حزب اليمين. وقد انتخب عضو مجلس النواب لولاية ماريلند وانتخب عضو مجلس النواب الأمريكي.